# GOLDEN☆BEST 小林旭 マイト・ガイ・デラックス
『GOLDEN☆BEST 小林旭 マイト・ガイ・デラックス』（ゴールデン☆ベスト こばやしあきら - ）は、小林旭のベスト・アルバム。2004年8月25日発売。発売元は日本クラウン。

## 解説
各レコード会社から発売されているゴールデン☆ベストシリーズの中の1枚で、「マイト・ガイ」と呼ばれ、映画を中心に活躍していた頃に録音された楽曲を中心に収録したコンピレーション・アルバム。
本作品発売日より早い2003年11月26日には、第1弾『GOLDEN☆BEST 小林旭』がリリースされている。こちらはユニバーサルミュージックから発売。
ブックレットには、一部の映画ポスターが縮小して掲載されており（解説文付）、歌詞は別冊で封入されている。アルバムのリリースから程なくデビュー50周年を迎え、過去に所属したレコード会社から「小林旭コンプリートシングルズ」シリーズや往年の主演映画DVD等が、順次リリースされた。

## 収録曲

### Disc 1
1. 宇宙旅行の渡り鳥
2. 自動車ショー歌
3. ウェンチェスター73
4. 恋の世界旅行
5. 赤道を駆ける男
6. 赤い流れ星
7. ギターを持った渡り鳥
8. 北帰行
9. 黒い傷痕のブルース
10. さすらい
11. 恋の山手線
12. スキー小唄
13. 涙は俺のもの
14. ギターかかえたひとり旅
15. 恋の花に気をつけな
16. アキラでツイスト
17. アキラでボサ・ノバ

### Disc 2
1. 昔の名前で出ています
2. ついて来るかい
3. ごめんね
4. 純子
5. 北へ
6. さすらいの道
7. もう一度一から出なおします
8. 霧の都会（まち）
9. 女房きどり
10. 麻衣子
11. 私の名前が変わります
12. 夢ん中
13. オロロン慕情
14. さよならは旅のはじまり
15. 昔の名前で出ています（ライブ・バージョン）
16. 純子（ライブ・バージョン）
17. ごめんね（ライブ・バージョン）
18. 熱き心に